# KH-60
KH-60-легкий танк,розроблений в кінці 1920-х років компаніями: Ringhoffer,Breitfeld-Daněk i Laurin & Klement. Танк є модернізацією танку KH-50 з новим двигуном та ходовою.

## Історія
У 1927 році було побудовано покращений варіант машини, що отримав позначення KH.60. Як і у випадку з попередниками, одна з двох побудованих машин була виконана як тягач, а друга як танк. Головною відмінністю від попередниці став потужніший двигун, Hanomag 60 PS. Крім того, була дещо перероблена конструкція шасі, а також коробка з баштою.
Модернізація принесла свої плоди. Швидкість танка на гусеницях зросла до 18 км/год, але в колесах — до 45 км/год. Існує думка, що ці машини були продані або передані на випробування в СРСР, але ця інформація не знаходить підтвердження. Зате достеменно відомо, що одна така машина з номером 13362 у 1930 році надійшла на озброєння чехословацької армії. Цікавий факт: KH.60 став першим проектом, над яким працював Олексій Сурін, майбутній головний конструктор "ČKD".